# یورگن یونسون
یورگن یونسون (انگلیسی: Jörgen Jönsson؛ زادهٔ ۲۹ سپتامبر ۱۹۷۲) بازیکن هاکی روی یخ اهل سوئد بود.
از باشگاه‌هایی که در آن بازی کرده‌است می‌توان به آناهایم داکس اشاره کرد.